# Cochlonema megalosomum
Cochlonema megalosomum är en svampart som beskrevs av Drechsler 1939. Cochlonema megalosomum ingår i släktet Cochlonema och familjen Cochlonemataceae.   Inga underarter finns listade i Catalogue of Life.